# کیرا کنر
کیرا کنر (انگلیسی: Kira Kener؛ زاده ۱۱ اوت ۱۹۷۴) بازیگر پورنوگرافی اهل ایالات متحده آمریکا است.